# Kőszegi Dusu
Kőszegi Dusu (Kőszegi Anna) (Máramarossziget, 1908. július 25. – Marosvásárhely, 1952. február 24.) erdélyi magyar színésznő, Kőszegi Margit és Kőszegi Mária színésznők testvére.

## Életpályája
Izsó Miklósnál tanult színészetet. A kolozsvári színházban debütált. 1927–1928 között Gáspár Jenő társulata tagja volt. 1929–1930 között Kolozsváron volt látható. 1930-tól Vígh Ernő színtársulatában szerepelt. 1937–1938 között Fekete Mihály társulatában játszott. 1938–1940 között a nagyváradi színtársulat tagja volt. 1945-ben Szatmáron szerepelt. 1948–1952 között a marosvásárhelyi Székely Színház tagja volt.
Eleinte szubrettként szerepelt, később prózai darabokban epizódszerepeket alakított.

## Színházi szerepei
- Moliere: Tartuffe – Dorina
- Gorkij: Jegor Bulicsov és a többiek – Kszenyija